# Chubu-Nippon Broadcasting
La Chubu-Nippon Broadcasting K.K. (中部日本放送株式会社 Chūbu Nippon Hōsō Kabushiki-gaisha?) o por sus siglas CBC,  es un servicio regional de radio y televisión con sede en Nagoya, prefectura de Aichi, Japón. Su servicio de radio está afiliado a Japan Radio Network (JRN) mientras que su servicio de televisión está afiliado a Japan News Network (JNN) y a TBS Network.

## Radiodifusión

### Radio
Frecuencia
- Nagoya (de Nagashima, Prefectura de Mie): 1053 kHz: JOAR
- Gifu (de Kagamigahara, Prefectura de Gifu): 639 kHz: JOAR
- Kumano: 720 kHz: JOAR
- Owase: 801 kHz: JOAR
- Hida-Kamioka y Gero: 1062 kHz: JOAR
- Toyohashi: 1485 kHz: JOAE
- Iga-Ueno: 1485 kHz: JOAR
- Takayama: 1557 kHz: JOAO
- Nakatsugawa: 1557 kHz: JOAR
- Shinshiro: 1557 kHz: JOAR

### Televisión

#### JOAR-TV
- Nagoya Main Station (Nagoya TV Tower) - Channel 5
- Toyohashi - Channel 62
- Toyota - Channel 55
- Gujo - Channel 8
- Gero - Channel 10
- Chuno - Channel 62
- Kumano - Channel 5
- Owase - Channel 6
- Ise - Channel 55
- Nabari - Channel 60
- Toba - Channel 10
- Shima-Isobe - Channel 45, etc.

#### JOGX-DTV
- Remote Controller ID 5
- Nagoya Main Starion (Seto Digital Tower) and Nabari - Channel 18
- Toyohashi, Gamagori-Tahara, Chuno, Nakatsugawa, Nagara, Takayama and Ise - Channel 16